# Condylostylus mutandus
Condylostylus mutandus är en tvåvingeart som beskrevs av Becker 1922. Condylostylus mutandus ingår i släktet Condylostylus och familjen styltflugor. Inga underarter finns listade i Catalogue of Life.